# 原子力安全研究協会
公益財団法人原子力安全研究協会（げんしりょくあんぜんけんきゅうきょうかい）は、原子力の安全性について研究する公益財団法人。経済産業省及び文部科学省所管の財団法人として1964年に設立され、公益法人制度改革に伴い、2011年4月1日に公益財団法人に移行。

## 概要
- 所在：東京都港区新橋5-18-7
- 会長：松浦祥次郎
- 理事長：矢川元基

## 事業
原子力の安全性の研究